# Bayreuther Premierenbesetzungen des Rheingold

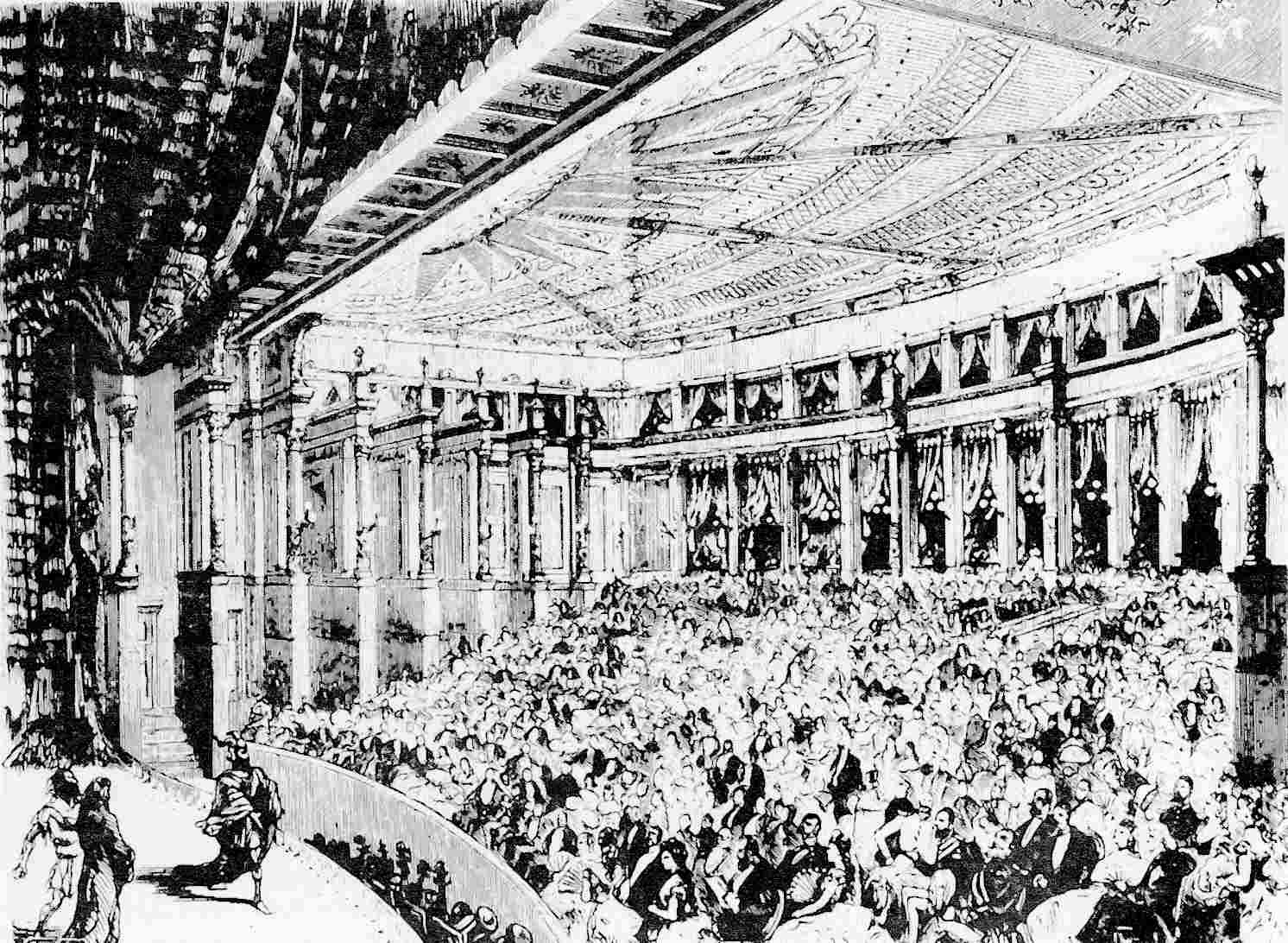
Das Rheingold war die erste Vorstellung im damals neuen Bayreuther Festspielhaus, 13. August 1876

Die Bayreuther Premierenbesetzungen des Rheingold listen die Mitwirkenden an den Neuinszenierungen von Richard Wagners Musikdrama Das Rheingold auf, des Vorabends der Tetralogie Der Ring des Nibelungen, einschließlich der Bayreuther Erstaufführung, die am 13. August 1876 bei den ersten Bayreuther Festspielen stattfand.

## Zur Aufführungsgeschichte
Die Uraufführung des Rheingolds erfolgte am 22. September 1869 in München, auf ausdrückliche Anordnung von König Ludwig II. von Bayern. Wagner blieb der Vorstellung demonstrativ fern. Zur Einstudierung der Walküre im folgenden Jahr wurde Wagner vom König gar nicht mehr eingeladen, obwohl er diesmal inständig darum bat.
Das Rheingold ist  – neben der Walküre – das am häufigsten aufgeführte Teilstück der Tetralogie, einerseits wegen seiner Kürze von nur knapp über zwei Stunden, andererseits weil immer wieder Ring-Projekte nach Vorabend und erstem Abend abgebrochen werden – wie 1981 die Wiener Ring-Produktion von Filippo Sanjust, das Basler Projekt von Hans Hollmann oder 2005 das Ring-Projekt von Francesca Zambello am Teatro Colón von Buenos Aires.

## Premierenbesetzungen
In der sechsten Spalte sind die Aufführungszahlen der jeweiligen Inszenierung angegeben. Die angegebene Aufführungszahl beschreibt den Stand bis einschließlich der Saison 2024.
| Erstaufführung, 13. August 1876, Inszenierung: Richard Wagner, Dirigent: Hans Richter, Bühnenbilder: Josef Hoffmann, Kostüme: Carl Emil Doepler                                             |                                                       |                                       |                                                    |                                                     |    |
| Franz Betz Eugen Gura Georg Unger | Heinrich Vogl Karl Hill Max Schlosser                 | Albert Eilers Franz von Reichenberg   | Friederike Grün Marie Haupt Luise Jaide            | Lilli Lehmann Marie Lehmann Minna Lammert           | 3  |
| Neuinszenierung, 1896, Inszenierung: Cosima Wagner, Dirigent: Hans Richter, Felix Mottl, Siegfried Wagner, Ausstattung: Max Brückner, Paul von Joukowsky (bis 1931)                         |                                                       |                                       |                                                    |                                                     |    |
| Carl Perron Hans Thomaschek Alois Burgstaller | Heinrich Vogl Fritz Friedrichs Hans Breuer            | Ernst Wachter Johannes Elmblad        | Marie Brema Marion Weed Ernestine Schumann-Heink   | Josefine von Artner Katharina Rosing Olive Fremstad | 41 |
| Heinz Tietjen, 1933, Dirigent: Karl Elmendorff, Ausstattung: Emil Preetorius, Kurt Palm (bis 1942)                                                                                          |                                                       |                                       |                                                    |                                                     |    |
| Rudolf Bockelmann Gotthold Ditter Martin Kremer | Fritz Wolff Robert Burg Erich Zimmermann              | Ivar Andresen Emanuel List            | Sigrid Onegin Käthe Heidersbach Enid Szántho       | Marcelle Bunlet Hildegard Weigel Margery Booth      | 18 |
| Wieland Wagner, 31. Juli 1951, Dirigent: Hans Knappertsbusch, Bühnenbild: Wieland Wagner, Kostüme: Ingrid Jorissen (bis 1958)                                                               |                                                       |                                       |                                                    |                                                     |    |
| Sigurd Björling Werner Faulhaber Wolfgang Windgassen | Walter Fritz Heinrich Pflanzl Paul Kuën               | Ludwig Weber Frederik Dalberg         | Elisabeth Höngen Paula Brivkalne Ruth Siewert      | Elisabeth Schwarzkopf Lore Wissmann Hertha Töpper   | 40 |
| Wolfgang Wagner, 26. Juli 1960, Dirigent: Rudolf Kempe, Ausstattung: Wolfgang Wagner, Kostüme: Kurt Palm (bis 1964)                                                                         |                                                       |                                       |                                                    |                                                     |    |
| Hermann Uhde Thomas Stewart Georg Paskuda | Gerhard Stolze Otakar Kraus Herold Kraus              | Arnold van Mill Peter Roth-Ehrang     | Hertha Töpper Ingrid Bjoner Marga Höffgen          | Dorothea Siebert Claudia Hellmann Sona Cervená      | 8  |
| Wieland Wagner, 25. Juli 1965, Dirigent: Karl Böhm, Bühnenbild: Wieland Wagner, Kostüme: Kurt Palm (bis 1969)                                                                               |                                                       |                                       |                                                    |                                                     |    |
| Theo Adam Gerd Nienstedt William Olvis | Wolfgang Windgassen Gustav Neidlinger Erwin Wohlfahrt | Martti Talvela Kurt Böhme             | Ursula Boese Anja Silja Lili Chookasian            | Dorothea Siebert Helga Dernesch Kerstin Meyer       | 12 |
| Wolfgang Wagner, 26. Juli 1970, Dirigent: Horst Stein, Ausstattung: Wolfgang Wagner, Kostüme: Kurt Palm (bis 1975)                                                                          |                                                       |                                       |                                                    |                                                     |    |
| Thomas Stewart Gerd Nienstedt René Kollo | Hermin Esser Gustav Neidlinger Georg Paskuda          | Karl Ridderbusch Bengt Rundgren       | Janis Martin Margarita Kyriaki Marga Höffgen       | Hannelore Bode Inger Paustian Sylvia Anderson       | 16 |
| Patrice Chéreau, 24. Juli 1976, Dirigent: Pierre Boulez, Bühnenbild: Richard Peduzzi, Kostüme: Jacques Schmidt, Licht: Manfred Voss (bis 1980)                                              |                                                       |                                       |                                                    |                                                     |    |
| Donald McIntyre Jerker Arvidson Heribert Steinbach | Heinz Zednik Zoltán Kelemen Wolf Appel                | Matti Salminen Bengt Rundgren         | Eva Randová Rachel Yakar Ortrun Wenkel             | Yoko Kawahara Ilse Gramatzki Adelheid Krauss        | 17 |
| Peter Hall, 25. Juli 1983, Dirigent: Sir Georg Solti, Ausstattung: William Dudley (bis 1986)                                                                                                |                                                       |                                       |                                                    |                                                     |    |
| Siegmund Nimsgern Heinz-Jürgen Demitz Maldwyn Davies | Manfred Jung Hermann Becht Peter Haage                | Manfred Schenk Dieter Schweikart      | Doris Soffel Anita Soldh Anne Gjevang              | Agnes Habereder Diana Montague Birgitta Svendén     | 13 |
| Harry Kupfer, 27. Juli 1988, Dirigent: Daniel Barenboim, Bühnenbild: Hans Schavernoch, Kostüme: Jacques Schmidt, Licht: Manfred Voss (bis 1992)                                             |                                                       |                                       |                                                    |                                                     |    |
| John Tomlinson Bodo Brinkmann Kurt Schreibmayer | Graham Clark Günter von Kannen Helmut Pampuch         | Matthias Hölle Philip Kang            | Linda Finnie Eva Johansson Anne Gjevang            | Hilde Leidland Annette Küttenbaum Jane Turner       | 16 |
| Alfred Kirchner, 26. Juli 1994, Dirigent: James Levine, Ausstattung: Rosalie, Licht: Manfred Voss (bis 1998)                                                                                |                                                       |                                       |                                                    |                                                     |    |
| John Tomlinson Falk Struckmann Richard Brunner | Siegfried Jerusalem Ekkehard Wlaschiha Manfred Jung   | René Pape Eric Halfvarson             | Hanna Schwarz Nina Stemme Birgitta Svendén         | Joyce Guyer Sarah Fryer Jane Turner                 | 16 |
| Jürgen Flimm, 26. Juli 2000, Dirigent: Giuseppe Sinopoli, Choreinstudierung: Eberhard Friedrich; Bühnenbild: Erich Wonder, Kostüme: Florence von Gerkan (bis 2004)                          |                                                       |                                       |                                                    |                                                     |    |
| Alan Titus Hans-Joachim Ketelsen Roland Wagenführer | Kim Begley Günter von Kannen Michael Howard           | Johann Tilli Philip Kang              | Birgit Remmert Ricarda Merbeth Mette Ejsing        | Dorothee Jansen Natascha Petrinsky Laura Nykänen    | 16 |
| Tankred Dorst, 26. Juli 2006, Dirigent: Christian Thielemann, Choreinstudierung: Eberhard Friedrich; Bühnenbild: Frank Philipp Schlößmann, Kostüme: Bernd Ernst Skodzig (bis 2010)          |                                                       |                                       |                                                    |                                                     |    |
| Falk Struckmann Ralf Lukas Clemens Bieber | Arnold Bezuyen Andrew Shore Gerhard Siegel            | Kwangchul Youn Jyrki Korhonen         | Michelle Breedt Satu Vihavainen Mihoko Fujimura    | Fionnuala McCarthy Ulrike Helzel Marina Prudenskaja | 16 |
| Frank Castorf, 26. Juli 2013, Dirigent: Kirill Petrenko, Bühnenbild: Aleksandar Denić, Kostüme: Adriana Braga Peretzki, Licht: Rainer Casper, Video: Andreas Deinert, Jens Crull (bis 2017) |                                                       |                                       |                                                    |                                                     |    |
| Wolfgang Koch Oleksandr Pushniak Lothar Odinius | Norbert Ernst Martin Winkler Burkhard Ulrich          | Günther Groissböck Sorin Coliban      | Claudia Mahnke Elisabet Strid Nadine Weissmann     | Mirella Hagen Julia Rutigliano Okka von der Damerau | 16 |
| Valentin Schwarz, 31. Juli 2022, Dirigent: Cornelius Meister, Bühne: Andrea Cozzi, Kostüme: Andy Besuch, Licht: Reinhard Traub, Dramaturgie: Konrad Kuhn (laufend)                          |                                                       |                                       |                                                    |                                                     |    |
| Egils Silins Raimund Nolte Attilio Glaser | Daniel Kirch Olafur Sigurdarson Arnold Bezuyen        | Jens-Erik Aasbø Wilhelm Schwinghammer | Christa Mayer Elisabeth Teige Okka von der Damerau | Lea-ann Dunbar Stephanie Houtzeel Katie Stevenson   | 8  |